# Takako Tokiwa
Pour les articles homonymes, voir Tokiwa.
Takako Tokiwa (常盤 貴子, Tokiwa Takako), née le 30 avril 1972 à Yokohama, dans la préfecture de Kanagawa (Japon), est une actrice japonaise.

## Carrière
Takako Tokiwa a été nommée pour le prix de la Meilleure actrice aux Japan Academy Prize en 2005 pour sa performance dans Akai Tsuki.
Elle a partagé la vedette avec Hidetoshi Nishijima dans le film Cut d'Amir Naderi en 2011.
Elle est mariée depuis le 20 octobre 2009 avec Keishi Nagatsuka.

## Filmographie partielle

### Au cinéma
- 1999 : Moonlight Express
- 2000 : A Fighter's Blues
- 2001 : Sennen no Koi Story of Genji
- 2003 : Get Up!
- 2004 : Akai Tsuki (en)
- 2005 : Shining Boy and Little Randy : Sario Ogawa
- 2006 : Mamiya kyodai
- 2006 : Brave Story
- 2008 : 20th Century Boys
- 2009 : Listen to My Heart
- 2011 : Dirty Hearts
- 2011 : Cut
- 2014 : Seven Weeks (No no nanananoka) : Nobuko Shimizu[3]
- 2022 : Ware Yowakereba: Yajima Kajiko-den : Yajima Kajiko[4]
- 2023 : The Lump In My Heart[5]
- 2024 : Ranpo no Gen'ei : Fuyō[6]
- 2024 : My Mom, My Angel: A Journey of Love and Acceptance[7]

### À la télévision
- 1991 : Taiheiki (en)
- 1995 : Tell Me That You Love Me
- 2000 : Beautiful Life
- 2002 : The Long Love Letter
- 2019 : The Good Wife[8]
- 2023 : Makanai : Dans la cuisine des maiko : mère Azusa, la copropriétaire de la maison Saku[9],[10]

## Récompenses
- 20e édition des Élans d'or : Révélation de l'année[11]